# Ceratonereis ternatensis
Ceratonereis ternatensis är en ringmaskart som först beskrevs av Fischli 1900.  Ceratonereis ternatensis ingår i släktet Ceratonereis och familjen Nereididae. Inga underarter finns listade i Catalogue of Life.